# Sotto il ristorante cinese
Sotto il ristorante cinese è un film italiano del 1986, scritto, prodotto e diretto da Bruno Bozzetto. È il primo e tuttora unico lungometraggio del regista realizzato soltanto con attori in carne ed ossa, visto che la filmografia di Bozzetto è composta per il resto da pellicole d'animazione.
Il film girato nel 1986 viene distribuito in Italia il 14 aprile 1987.

## Trama
Ivan è uno studente universitario che vive con la madre ed è prossimo a sposare Ursula, la sua fidanzata, che è anche il suo principale. Un giorno, uscendo di casa per sbrigare una commissione, egli incontra un suo vecchio amico, laureato ma impegnato in un modesto lavoro come scaricatore di merci; durante il loro colloquio, tre rapinatori stranieri assaltano una banca e Ivan si trova suo malgrado coinvolto nel colpo. Riesce a darsi alla fuga, ma i malviventi, decisi a toglierlo di mezzo perché li ha visti in volto, lo braccano, inseguendolo fino ad un vicolo cieco in cui si trova un ristorante cinese. Ivan si rifugia negli scantinati del locale e, tentando di nascondersi dentro un ripostiglio, apre una porta che, con suo immenso stupore, conduce a una spiaggia tropicale; non avendo altre possibilità, il ragazzo decide di varcare la soglia e si trova catapultato in un mondo parallelo, popolato di strambe creature.
Qui fa la conoscenza di Eva, una ragazza che vive sin da piccola in questo mondo in compagnia di suo padre, un professore che è riuscito, grazie ad un fantascientifico telecomando, ad aprire un varco dimensionale (con l'apparecchio è infatti possibile entrare anche in altri mondi). La ragazza, che ha vissuto praticamente tutta la sua vita col padre senza la possibilità di conoscere nessuno, rimane affascinata da Ivan e decide di seguirlo nel mondo in cui vive lui, coinvolgendolo in una serie di equivoci e piccole disavventure. Il ragazzo piano piano scopre di essersi innamorato di lei, ma Ursula e soprattutto la banda di criminali che lo stanno ancora cercando, per due motivi differenti, porteranno Ivan a prendere una decisione che gli cambierà la vita.

## Commento
La pellicola è una sorta di favola, un genere decisamente inconsueto per il cinema italiano di allora, ed è caratterizzato da situazioni surreali e bizzarre che inevitabilmente rimandano ai lavori d'animazione che hanno reso famoso il regista. Il film è stato girato con attori in "carne ed ossa", ma i protagonisti della pellicola assomigliano molto ad alcuni personaggi tipici del cinema di Bozzetto, partendo da Ivan, che sembra una caricatura non animata del Signor Rossi.
Il vicolo dove si trova il ristorante cinese è Vicolo Pusterla, traversa di Via della Palla, nel centro di Milano.
Le scene della spiaggia sono state girate in Sardegna nella spiaggia di Chia del comune di Domus de Maria (Provincia del Sud Sardegna).

## Critica
Il dizionario Morandini assegna al film due stelle e mezzo su cinque, definendolo il primo film spielberghiano del cinema italiano. Il dizionario Farinotti assegna al film due stelle su cinque.